# Verve 501 Swanston Tower
La Verve 501 Swanston Tower est un gratte-ciel de 159 mètres de hauteur construit à Melbourne en Australie de 2004 à 2006.
Il abrite des logements sur 45 étages.
L'architecte est l'agence australienne Urban Design Architects.